# Ewy Palm
För den svenska långdistanslöparen, se Evy Palm
Ewy Matilda Palm, under en period Palm-Andréasson, född 2 april 1925 i Värmland, död 1 juni 2018 i Stockholm, var en svensk målare, tecknare, grafiker, skulptör och feministisk aktivist. Hon skapade bland annat ett flertal stora offentliga konstverk och var den som 1990 fick den amerikanska feministiska gruppen Guerrilla Girls att besöka Stockholm.

## Biografi
Palm växte upp i Örebro, utbildade sig vid Konstfack i Stockholm åren 1945–1950 och hade en fil. kand. i teatervetenskap. Hon arbetade i en figurativ tradition i framförallt måleri, teckning och träsnitt, men arbetade även skulpturalt. Hon hade ett antal separatutställningar på bland annat Nationalgalleriet i Stockholm.
I Breviks kyrka i Lidingö gjorde hon 1959 väggmålningar föreställande de fyra evangelisterna och för S:ta Birgitta kyrka i Nockeby har hon skapat en dopfunt som hon huggit i vit Ekebergsmarmor. Palm har också skapat en muralmålning för Huddinge sjukhus.
Hon engagerade sig tidigt i kvinnorörelsen och tog aktiv del i Kvinnokulturfestivalen, 21–23 oktober 1977 och gjorde bland annat illustrationer för Kvinnovetenskaplig tidskrift under 1970- och 1980-talen. 1980 var hon med och arrangerade grupputställningen Vi arbetar för livet på Liljevalchs, där hon också deltog som konstnär.
1990 bjöd hon in den feministiska konstnärsgruppen Guerrilla Girls till Stockholm och arrangerade deras första besök och utställning i Sverige, vilket skedde på Kulturhuset i Stockholm. Besöket resulterade i filmen Guerrilla Girls. En dag i Stockholm, producerad av MA Film Produktion AB.
Ewy Palm är mor till filmaren Markus Andréasson.